# Chabuata rectinubila
Chabuata rectinubila là một loài bướm đêm trong họ Noctuidae.